# Redbourn
Redbourn is een civil parish in het bestuurlijke gebied St Albans, in het Engelse graafschap Hertfordshire. De plaats telt 6.000 inwoners.

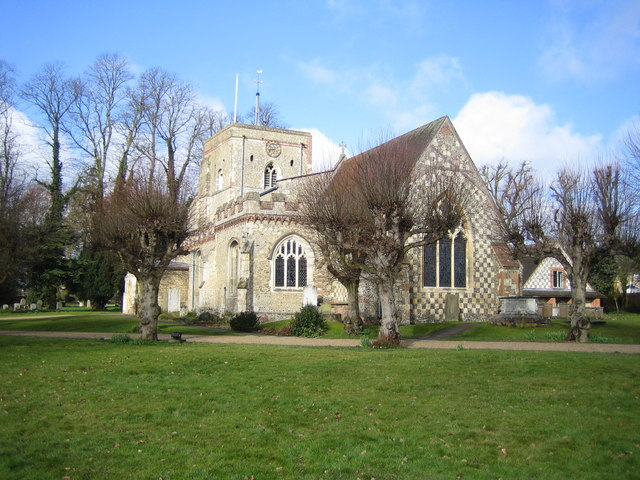
Kerk van St. Mary